# Tolerantie (stof)
Tolerantie is het vermogen een chemische stof te kunnen verdragen en daarmee samenhangend het verschijnsel dat iemand steeds grotere hoeveelheden van een stof nodig heeft om hetzelfde gewenste resultaat te bereiken. De weerstand tegen het effect van een stof is cruciaal bij medicijngebruik en drug-verslavingen.
Bij een verslaving treedt tolerantie op als een persoon minder voelt of niet het gewenste resultaat bereikt bij dezelfde hoeveelheid van een verslavend middel als voorheen, en dus steeds meer moet gebruiken om dezelfde kick te krijgen. Dit komt doordat de hersenen bij een verslaving al compensatiegedrag gaan vertonen, voordat het middel genomen is. Een drugsgebruiker neemt zijn dosis vaak in dezelfde omgeving, en doordat de hersenen deze omgeving herkennen, aan bijvoorbeeld de geur of gewoon door deze te zien, verwachten ze de dosis al en gaan antistoffen produceren. De hersenen zijn als het ware geconditioneerd op deze omgeving. Deze antistoffen compenseren de werking van de gebruikelijke dosis, en hierdoor heeft de verslaafde meer nodig.

## Overdosis door tolerantie
Als een notoire gebruiker zijn vaste dosis op een andere plek dan normaal neemt, bestaat de kans dat hij/zij overlijdt aan een overdosis. Dit komt doordat het lichaam op de normale plek geconditioneerd is en compensatoire mechanismen opstart die een werking hebben die haaks staat op de werking van de drugs wanneer het de normale 'gebruiksplek' herkent, volgens het systeem van tolerantie zoals hierboven omschreven. Zo zal de adem verdiepen van de heroïne gebruiker tijdens het betreden van zijn gebruiksruimte en zal de temperatuur van de alcoholist enigszins stijgen als hij 'zijn bar' binnenkomt. Wanneer het lichaam deze reacties niet heeft omdat het gebruik van het middel op een abnormale plek gebeurt, dan komt de dosis die voorheen normaal was om een kick te krijgen, veel harder aan en kan de gebruiker aan een overdosis komen te overlijden.

## Tolerantie risico na abstinentie
De fysieke tolerantie voor een bepaalde stof neemt af door te stoppen met het gebruik ervan. Maar de 'psychische honger' in het genotcentrum (en daarmee dus de maximaal gevoelde 'trek') blijft vaak jaren gelijk. Die trek in een bepaalde hoeveelheid stof kon zich ook zo ontwikkelen omdat er toen nog een hogere tolerantie was. Als dus na een abstinentie (waardoor de tolerantie verminderde) na verloop van tijd het gebruik van het middel weer wordt opgestart op basis van de trek die iemand voelt, dan loopt iemand daardoor een behoorlijk risico om zichzelf een overdosis te geven. Bijvoorbeeld na een periode van detentie is dood door overdosis veelvoorkomend en niet verklaarbaar door suïcidale gedachten. Een aantal mensen overlijdt door een alcoholvergiftiging, een paar maanden of een jaar na detoxificatie, wederom niet verklaarbaar door depressieve gevoelens maar zeer waarschijnlijk omdat zij een hoeveelheid drank innamen die gebaseerd was op de trek en niet op het effect.